# Piet Drenth
Pieter Johan Diederik Drenth (Appelscha, 8 maart 1935) was als hoogleraar psychologie verbonden aan de Vrije Universiteit (VU) te Amsterdam. 
Drenth doorliep de middelbare school aan het Stedelijk Gymnasium Assen en het Gereformeerd Gymnasium in Leeuwarden. Hij studeerde psychologie aan de VU, waar hij afstudeerde in 1958 en promoveerde in 1960 (beide malen cum laude). Op het moment van promoveren was Drenth Luitenant-ter-zee 3e klasse bij de Koninklijke Marine. Vanaf 1967 is Drenth als hoogleraar psychometrie, arbeids- en organisatiepsychologie verbonden aan de Vrije Universiteit Amsterdam; sinds 2000 als emeritus. 
Drenth trad van 1983 tot 1987 op als rector magnificus van deze universiteit. Van 1990 tot 1996 was hij president van de Koninklijke Nederlandse Akademie van Wetenschappen (KNAW). Van 2000 tot 2006 was hij president van ALLEA ("ALL European Academies"), een federatie van 53 academies van wetenschappen uit 40 Europese landen die zich tot doel stelt om tot een hechtere samenwerking te komen. Hij is honorary president van ALLEA, alsmede lid van enkele commissies. Drenth was als voorzitter van de Amsterdamse commissie betrokken bij het werk van de commissie-Levelt die de vermeende wetenschappelijke fraude van Diederik Stapel onderzocht.

## Externe links

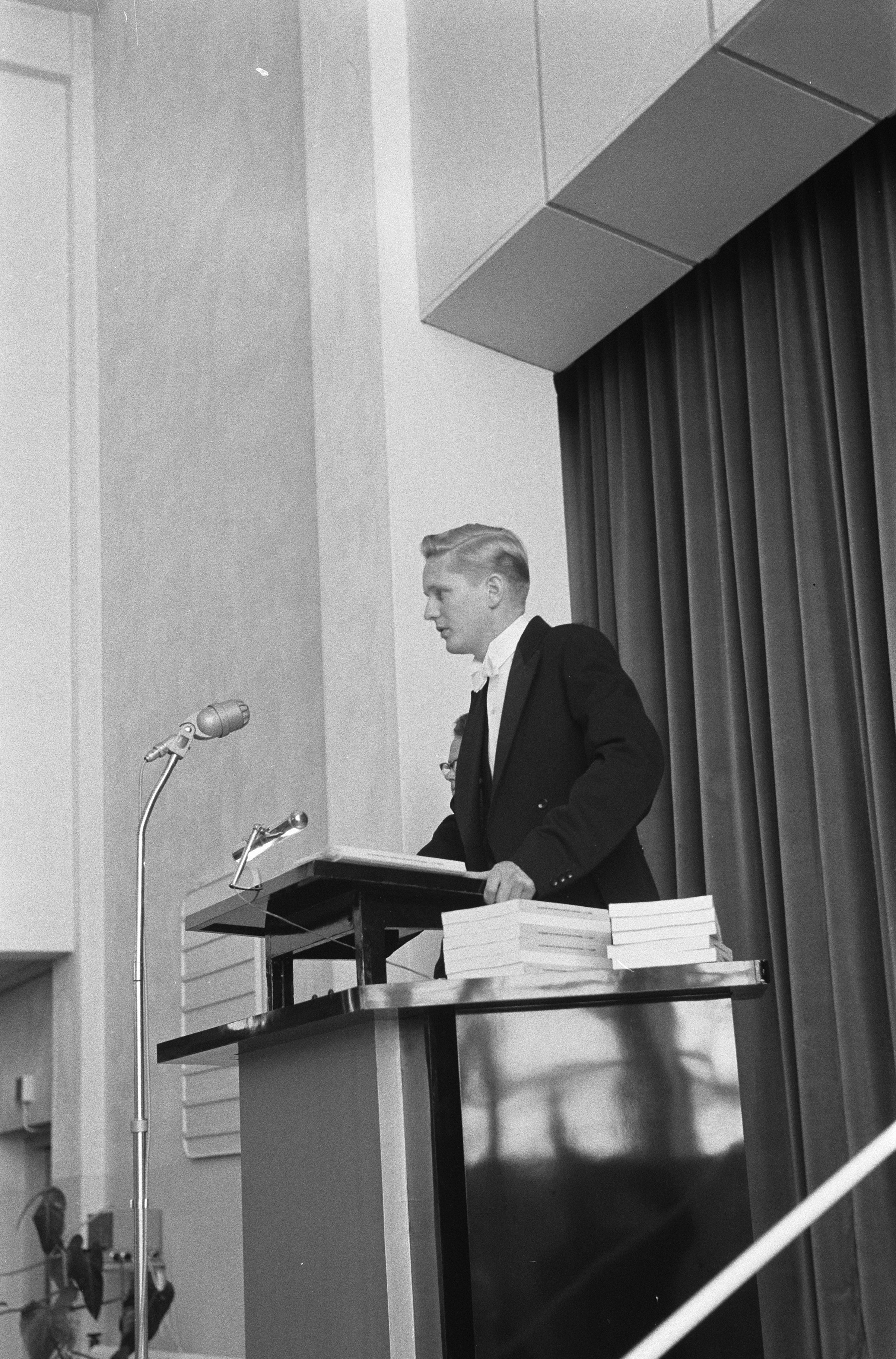
Drenth tijdens zijn promotie in Amsterdam (1960)